# Orthomeria cuprinus
Orthomeria cuprinus är en insektsart som beskrevs av Bragg 200. Orthomeria cuprinus ingår i släktet Orthomeria och familjen Aschiphasmatidae. Inga underarter finns listade i Catalogue of Life.